# 杭州教育
位于杭州市的各类教育学校主要有以下这些。

## 义务教育
- 杭州天长小学
- 安吉路实验学校
- 浙江大学附属小学
- 西湖小学
- 杭州江南实验学校
- 杭州师范大学东城第二小学
- 杭州市笕新小学
- 杭州市景华小学
- 浙江师范大学附属丁蕙实验小学

## 高中教育
浙江省一级重点中学
- 浙江省杭州第二中学
- 杭州学军中学
- 浙江省杭州高级中学
- 浙江省萧山中学
- 浙江省杭州第四中学
- 浙江省杭州第十四中学
- 浙江大学附属中学
- 杭州市长河高级中学
- 杭州师范大学附属中学
- 杭州外国语学校

浙江省二级重点中学
- 杭州市源清中学
- 浙江省杭州第二中学分校
- 浙江省杭州第四中学分校

浙江省三级重点中学
- 杭州第七中学
- 杭州第九中学
- 杭州第十中学
- 杭州第十一中学
- 杭州第长征中学
- 杭州西湖高级中学
- 杭州夏衍中学(2006年通过)

普通高级中学
- 杭州市保俶塔实验学校
- 杭州艮山中学
- 杭州北苑中学

中等专业学校（国家级重点）
- 中国美术学院附属中等美术学校

职业高中（国家级重点）
- 杭州中策职业高级中学
- 杭州商贸职业高级中学

## 高等教育（本科院校）
- 浙江大学
- 中国美术学院
- 浙江工业大学
- 杭州电子科技大学
- 杭州师范大学
- 浙江工商大学
- 浙江理工大学
- 浙江财经大学
- 中国计量大学
- 浙江科技学院
- 浙江中医药大学
- 浙江传媒学院
- 浙江大学城市学院
- 浙江树人大学
- 浙江农林大学
- 浙江音乐学院